# Ocasní rotor

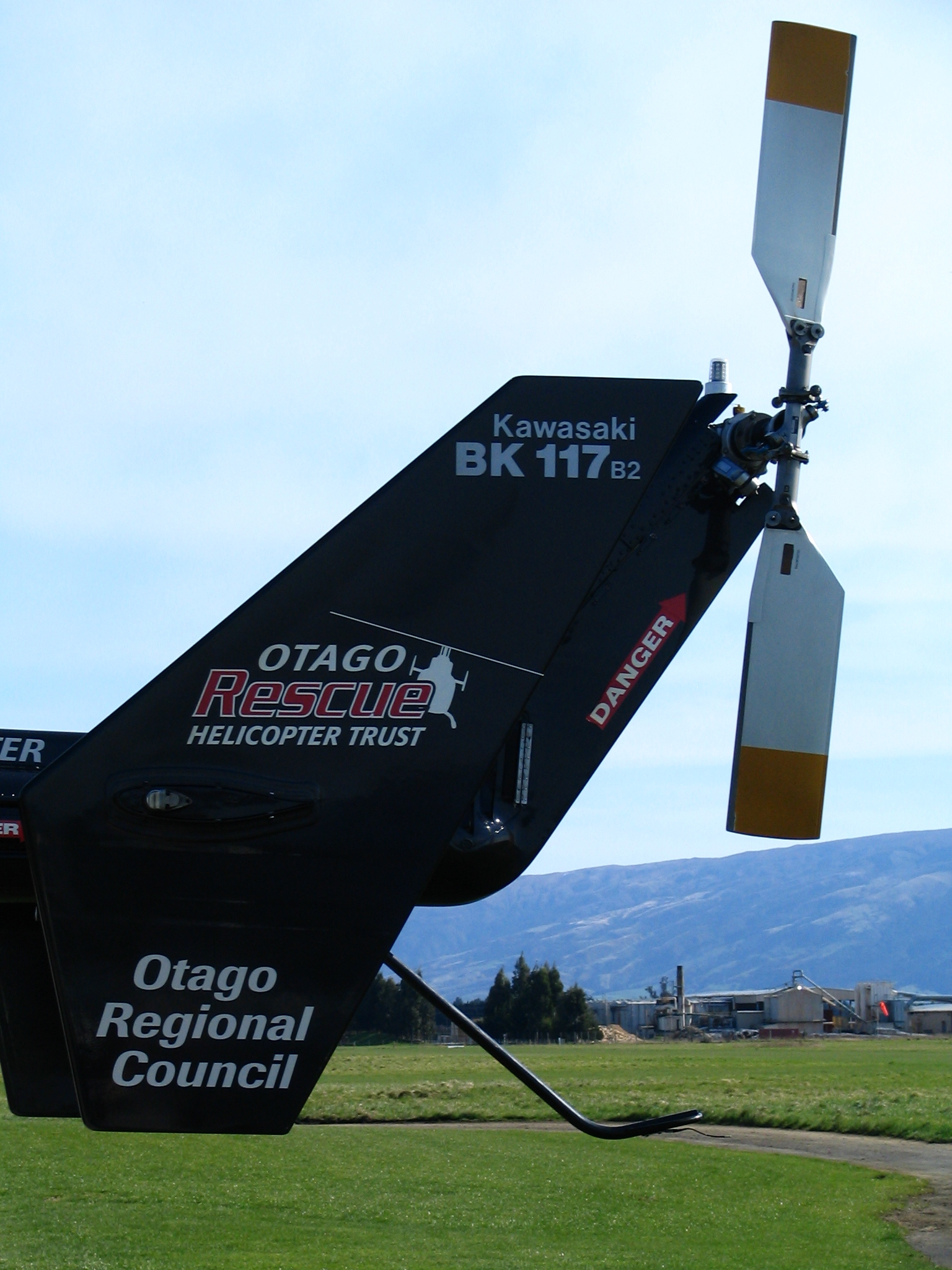
Klasická vrtulka na MBB/Kawasaki BK 117.

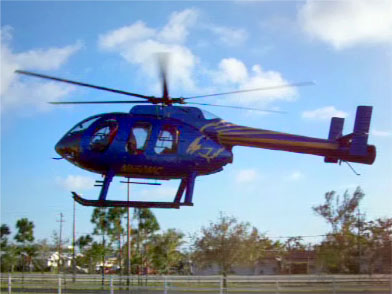
Systém NOTAR na vrtulníku MD Helicopter MD 500.

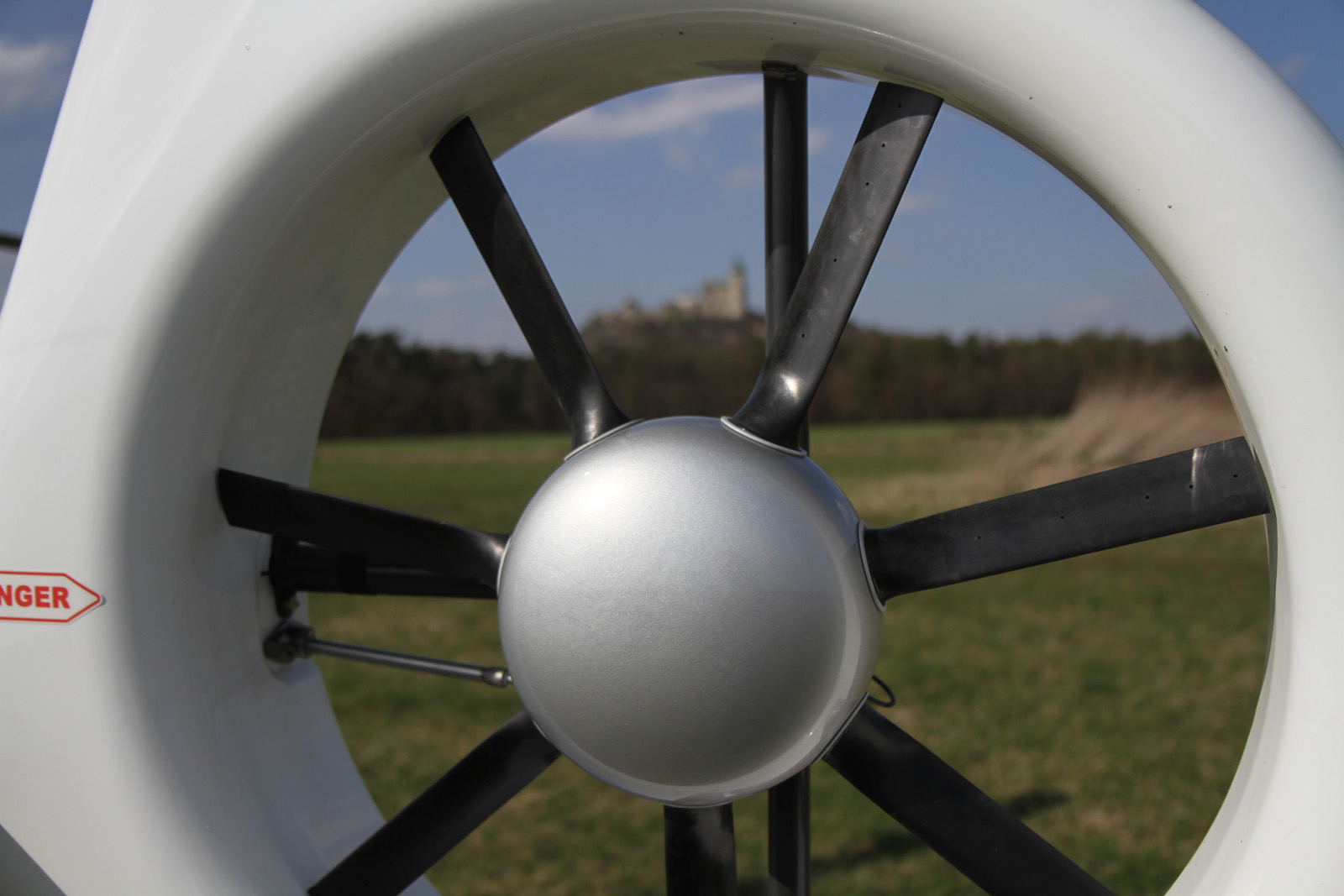
Fenestron na stroji Guimbal Cabri G2.

Princip působení vyrovnávacího rotoru.

Ocasní rotor je jiný výraz používaný pro vyrovnávací rotor vrtulníku, nebo také vrtulku. Ten slouží k vyrovnání točivého momentu u klasické koncepce vrtulníků, tedy těch s jedním nosným rotorem. Bývá umístěný na konci ocasního nosníku (tubusu) společně se stabilizačními plochami, které pomáhají rotoru stabilizovat vrtulník v dopředném letu nebo upravují proudění vzduchu kolem něj. Díky otevřené a většinou lehké konstrukci klasické vrtulky je velmi náchylná na poškození cizími předměty (ptáky, větvemi, apod.).

## Jiná řešení vyrovnávání točivého momentu
Zvýšení bezpečnosti provozu a také snaha konstruktérů umožnit vrtulníkům létat většími rychlostmi ústí v nové řešení kompenzace točivého momentu rotoru vrtulníku.

### Fenestron
Fenestron je vysokootáčkový ventilátor umístěný v prstenci, který jej chrání proti poškození. Byl vyvinut společností Sud Aviation (nyní Eurocopter, část koncernu European Aeronautic Defence and Space Company (EADS)). Mezi vrtulníky používající Fenestron patří například Guimbal Cabri G2 nebo Eurocopter EC 135.

### NOTAR
NOTAR je systém vyvíjený od 80. let minulého století společností McDonnell Douglas Helicopter System, dříve Hughes Helicopters. Jedná se o dmychadlo umístěné v kořeni ocasního tubusu, kterým je hnán vzduch do štěrbin v tubusu a otočné výstupní trysky na konci nosníku. Systém NOTAR je použit například u strojů MD Helicopters MD 500 nebo MD Helicopters MD Explorer.

## Koncepce bez ocasního rotoru
- Tandemové uspořádání nosných rotorů - např. u vrtulníků Jakovlev Jak-24, Boeing CH-47 Chinook, Piasecki H-25.
- Uspořádání protiběžných nosných rotorů vedle sebe - např. u typů Bratuchin B-11, Mil V-12 atd.
- Koaxiální rotor - charakteristická koncepce zejména u ruské, dříve sovětské konstrukční kanceláře Kamov, např. typy Ka-26, Ka-27, Ka-50 atd., z jiných např. Cierva CR.LTH-1.
- Prolínající se protiběžné rotory - charakteristická koncepce americké firmy Kaman Aircraft, u které působil po druhé světové válce německý letecký inženýr Anton Flettner. Anglický termín je „synchropter“. Příklady: Kaman K-125, Flettner Fl 282, Kellett XR-10.
- Rotor s výstupními tryskami / motory - rotor má na listech malé reaktivní motory, např. u experimentálních vtulníků McDonnell XH-20 Little Henry a Hiller YH-32 Hornet.